# Flughafen Pula

i7
i11
i13
Der Flughafen Pula (kroat. Zračna luka Pula, IATA-Code: PUY, ICAO-Code: LDPL) ist ein kroatischer Flughafen auf der Halbinsel Istrien bei Pula.
Der Flughafen teilt sich in einen zivilen sowie militärischen Teil, der insbesondere außerhalb der Tourismussaison für Trainingsflüge durch die kroatischen Luftstreitkräfte mit Flugzeugen des Typs MiG-21 genutzt wird.

## Lage und Verkehrsanbindung
Der Flughafen liegt 6 km östlich der Stadt Pula an der Staatsstraße 21. Es besteht auch ein Shuttlebus, der den Flughafen mit dem Busbahnhof in Pula verbindet. Fahrpläne sind am Busbahnhof, am Infoschalter am Flughafen und auf der Website des Flughafens Pula ersichtlich.

## Fluggesellschaften und Ziele
Im Jahr 2019 nutzten 35 Fluggesellschaften den Flughafen Pula. Insgesamt wurden Flüge zu 67 Zielen in 21 Ländern in Europa angeboten. Ein Großteil der Verbindungen wurde dabei nur in der Sommersaison angeboten.

## Verkehrszahlen
| Jahr | Fluggastaufkommen | Flugbewegungen |
| ---- | ----------------- | -------------- |
| 2022 | 396.724           | 8.516          |
| 2021 | 270.035           | 8.124          |
| 2020 | 83.502            | 4.464          |
| 2019 | 777.568           | 10.428         |
| 2018 | 718.187           | 10.076         |
| 2017 | 595.812           | 9.288          |
| 2016 | 436.121           | 7.692          |
| 2015 | 359.426           | 6.954          |
| 2014 | 382.322           | 7.106          |
| 2013 | 360.556           | 7.306          |
| 2012 | 377.428           | 7.132          |
| 2011 | 358.320           | 6.984          |
| 2010 | 332.399           | 6.830          |
| 2009 | 318.838           | 9.126          |
| 2008 | 397.363           | 9.408          |
| 2007 | 384.487           | 8.458          |